# Свійчів
Свійчі́в — село в Україні, у Оваднівській сільській громаді Володимирського району Волинської області.

## Географія
Селом протікає річка Турія.

## Історія
У 1906 році село Вербської волості Володимир-Волинського повіту Волинської губернії. Відстань від повітового міста 17 верст, від волості 15. Дворів 50, мешканців 212.
До 23 червня 2016 року підпорядковувалась Галинівській сільській раді.
12 червня 2020 року, відповідно до розпорядження Кабінету Міністрів України № 708-р «Про визначення адміністративних центрів та затвердження територій територіальних громад Волинської області», увійшло до складу Оваднівської сільської територіальної громади.
19 липня 2020 року, в результаті адміністративно-територіальної реформи та ліквідації  Володимир-Волинського району(1940—2020), село увійшло до новоутвореного Володимир-Волинського району (від 18 липня 2022 Володимирського).

## Сьогодення
Орган місцевого самоврядування — Галинівська сільська рада. Населення становить 397 осіб. Кількість дворів (квартир) — 137. З них 3 нових (після 1991 р.).
У селі функціонує Різдво-Богородична церква УПЦ . Працює  клуб, бібліотека, фельдшерсько-акушерський пункт, 2 торговельних заклади.
У селі доступні такі телеканали: УТ-1, УТ-2, 1+1, Інтер, СТБ, Обласне телебачення.
Село негазифіковане. Дорога в незадовільному стані. Наявне постійне транспортне сполучення з районним та обласним центрами.

## Населення
Згідно з переписом УРСР 1989 року чисельність наявного населення села становила 380 осіб, з яких 179 чоловіків та 201 жінка.
За переписом населення України 2001 року в селі мешкали 394 особи.

### Мова
Розподіл населення за рідною мовою за даними перепису 2001 року:
| Мова       | Відсоток |
| ---------- | -------- |
| українська | 99,24 %  |
| російська  | 0,76 %   |

## Постаті
- Ілляшук Михайло Миколайович — старший сержант Збройних сил України, учасник російсько-української війни 2014—2015 років.
- Задерей Петро Васильович (* 1948) — український математик.